# 日本サッカーのリーグ構成 (1種)
この項目では日本のサッカーにおける、第1種登録チーム のリーグ構成について述べる。

## 概要
日本のサッカー界においては、1965年から1992年までの長きにわたって全国リーグである日本サッカーリーグ（JSL）を頂点とし、その下に全国を9地域に分けた各地域リーグ、さらにその下に各都道府県単位のリーグの順に一連のヒエラルキー構造が構築されていたが、1993年にプロサッカーリーグである日本プロサッカーリーグ（Jリーグ）が発足、Jリーグに参加しなかったクラブを中心とした全国リーグであるジャパンフットボールリーグ（旧JFL）が誕生し、1994年以降のJリーグのエクスパンションにおいて旧JFLでの成績が参入要件とされたことから、プロリーグであるJリーグを頂点とし、その下にアマチュア最高峰の旧JFLが置かれる構造へと変化した。この体制は1999年にJリーグが2部リーグ化し、旧JFLが日本フットボールリーグ（JFL）に移行してからも大きく変化することはなかった。
しかし、2014年にJリーグが3部リーグ化しJ3リーグが発足するのに当たって、JリーグはJFLとJ3リーグの位置づけを「同列」に扱うこととした ことで、プロサッカー（Jリーグ）とアマチュアサッカーのヒエラルキー構造が完全に分離されることとなった。ただ、2015年以降にJ3リーグがエクスパンションを行うに当たってはJFLでの成績をJ3リーグ参入要件の一つとしているほか、2015年にJリーグが公表したJリーグ入会（J3リーグ参加）の手引き【新たに入会を目指すクラブ向け】 (PDF) では、「JFLからJ3へは最大2チーム昇格します」「J3で順位が悪かったとしてもJFLに降格することはありません」とJ3リーグがJFLの上位リーグであるかのような表現も見られていたが、2023年からのJ3とJFL間での入れ替え制度導入に際しても「J3クラブの（Jリーグ）会員資格喪失およびJFLクラブのJリーグ入会」と表現され、昇格・降格という表現を避けている。
このため、日本サッカー協会の公式な見解としてはJ3とJFLを3部と同等扱いにしているのに対し、一部資料では、JFLを4部とする扱いも散見される。
アマチュアにおける第1種全体としては、チームの所属選手の会社や学校を限定する既定などは無く、あくまでチーム単位の登録となっており、その条件の下で社会人と学生の混合も認められる。更には複数大学の学生が所属する地域同好会や連合チーム、さらには同じ大学内で複数チームが登録する事にも特に制限は無いが、実際には大学公認の運動部としてのサッカー部の多くは大学サッカー連盟所属チームとして活動、あるいはそれを活動の柱にする（部内で選手の実力別に分けた複数のチームを作り、トップチームを大学サッカー連盟所属とし、それ以外を社会人チームとして登録するなど）形が大半となっている。
ちなみに、大学生チームが一般社会人の大会側に参加する場合、基本原則としてチーム及び選手が社会人登録を行って 所属の都道府県リーグの最下部から順次勝ち上がっていくことが原則であるが、大学連盟の大会で所定の成績を収めている既存チームが参加申請した場合は、協会側の判断により、大学連盟の大会での成績に応じたリーグへの所属を認める場合がある。
なお、大会規定などの詳細については当該大会の項目を参照の事。

## 構造
2024年シーズンの第1種のクラブは下図のような構造となっている。なおアマチュアの階級は日本協会の公式な見解と、JFLを4部とみなした場合の階級（括弧くくり）を併記する。
| カテゴリー | 部      | リーグ名                         | 参加クラブ数 |
| ---------- | ------- | -------------------------------- | ------------ |
| 1部        | プロ1部 | J1リーグ（明治安田J1リーグ、J1） | 20           |
| 2部        | プロ2部 | J2リーグ（明治安田J2リーグ、J2） | 20           |
| 3部        | プロ3部 | J3リーグ（明治安田J3リーグ、J3） | 20           |

| カテゴリー         | 部                                              | リーグ名（参加クラブ数）                  | リーグ名（参加クラブ数）          | リーグ名（参加クラブ数）          | リーグ名（参加クラブ数）          | リーグ名（参加クラブ数）          | リーグ名（参加クラブ数）          | リーグ名（参加クラブ数）          | リーグ名（参加クラブ数）          | リーグ名（参加クラブ数）          | リーグ名（参加クラブ数）          |
| ------------------ | ----------------------------------------------- | ----------------------------------------- | --------------------------------- | --------------------------------- | --------------------------------- | --------------------------------- | --------------------------------- | --------------------------------- | --------------------------------- | --------------------------------- | --------------------------------- |
| 3部（4部）         | アマチュア1部                                   | 日本フットボールリーグ(JFL)（16）         | 日本フットボールリーグ(JFL)（16） | 日本フットボールリーグ(JFL)（16） | 日本フットボールリーグ(JFL)（16） | 日本フットボールリーグ(JFL)（16） | 日本フットボールリーグ(JFL)（16） | 日本フットボールリーグ(JFL)（16） | 日本フットボールリーグ(JFL)（16） | 日本フットボールリーグ(JFL)（16） | 日本フットボールリーグ(JFL)（16） |
| 4部（5部）         | アマチュア2部 （地域リーグ）                    | 北海道（8）                               | 東北1部 （10）                    | 東北1部 （10）                    | 関東1部 （10）                    | 北信越1部 （8）                   | 東海1部 （8）                     | 関西1部 （8）                     | 中国 （10）                       | 四国 （8）                        | 九州 （10）                       |
| 5部（6部）         | アマチュア3部 （地域リーグ） （都道府県リーグ） | 各地域ブロック 札幌・道東・道央道北・道南 | 東北2部北 （10）                  | 東北2部南 （10）                  | 関東2部 （10）                    | 北信越2部 （8）                   | 東海2部 （9）                     | 関西2部 （10）                    | 県1部以下                         | 県1部以下                         | 県1部以下                         |
| 6部以下（7部以下） | アマチュア4部以下 （都道府県リーグ）            | 各地区1部以下                             | 県1部以下                         | 県1部以下                         | 都県1部以下                       | 県1部以下                         | 県1部以下                         | 府県1部以下                       | 県1部以下                         | 県1部以下                         | 県1部以下                         |

## 歴史
- 1965年・全国規模のトーナメント制大会である全日本実業団サッカー選手権大会と全国都市対抗サッカー選手権大会の廃止に伴い、日本初のサッカーリーグとなる日本サッカーリーグ（JSL）が発足し、第1回大会が開催される。並行して、全国社会人サッカー選手権大会が発足し、上位入賞チームとJSL下位チームとの入れ替え制度も開始される。
- 1966年・東海リーグと関西リーグが発足し、第1回大会が開催される。
- 1967年・関東リーグが発足し、第1回大会が開催される。
- 1972年・JSLが2部制に移行。
- 1973年・中国リーグと九州リーグが発足し、第1回大会が開催される。
- 1975年・北信越リーグが発足し、第1回大会が開催される。
- 1977年・東北リーグと四国リーグが発足し、第1回大会が開催される。並行して、地域リーグ決勝大会が発足し、全国社会人サッカー選手権大会からJSL参入条件を引き継ぎ（上位入賞によるJSL昇格）、現在の日本サッカーのリーグ構成(1種)の原型が誕生する（JSL⇔地域リーグ⇔都道府県リーグ）。
- 1978年・北海道リーグが発足し、第1回大会が開催される。北海道リーグ発足を以って、全ての地域リーグ発足が完了。
- 1985年・JSL2部が東西ブロックリーグ制を導入。並行してJSLでのプロ選手登録を公認する制度「スペシャル・ライセンス・プレーヤー」が導入される。
- 1986年・JSLが春秋制から秋春制に移行する。
- 1989年・JSL2部が昨シーズンまでの東西ブロック制を廃止し、ホームアンドアウェーの総当り2回戦となる。
- 1992年・JSLが日本プロサッカーリーグ（Jリーグ）と直下のリーグであるジャパンフットボールリーグ（旧JFL）へ改編。改編に伴いJSLは廃止。
  - 同年に発足した社団法人日本プロサッカーリーグはJリーグの運営組織となる。リーグの主催は日本サッカー協会（JFA）との共催となる。
  - Jリーグのリーグ戦開始は1993年。
  - 旧JFLのリーグ戦開始は1992年。1993年まで2部制（このうち、旧J1が2部、旧J2が3部に事実上相当する）。
  - Jリーグ発足翌年度以降からのJリーグ参加にはJリーグ準会員チームとして旧JFLで上位入賞（2位以内）することが第一条件となる。
  - 旧JFLへの参入は、JSL時代と同じく地域リーグ決勝大会で上位入賞することが第一条件となる。
  - JSL時代の1985年～1992年までの秋春制から春秋制に移行する。
- 1994年・旧JFLが2部制を廃止。
- 1999年・Jリーグ ディビジョン2（J2）が発足し、Jリーグが2部制に移行。1998年までのJリーグはJリーグ ディビジョン1（J1）となる。旧JFLの一部がJ2に参入したため、旧JFLを日本フットボールリーグ（JFL）に改組して発足。
  - J2参入条件にはJFLでの上位入賞が第一条件となる（2006年までは原則2位以内・2007年～2011年までは4位以内・2012年からは優勝で自動昇格または2位で入れ替え戦行き）。
  - 地域リーグ以下は事実上の4部以下のリーグとなった。なお、JFLの参入条件は旧JFL時代と変わらず。
- 2003年・「Jリーグ加盟を標榜するクラブに対する優遇措置」が開始される。認定されれば、地域リーグ決勝大会への出場が可能となった。
- 2006年・Jリーグ準加盟制度が導入され、J2参入条件がより厳しくなる。並行して、全国社会人サッカー選手権大会での上位入賞チームに地域リーグ決勝大会への出場権が与えられるようになり、再び全国社会人サッカー選手権大会が上位リーグ参入条件の一部となる。なお、全国社会人サッカー選手権大会は地域リーグの2部または都道府県以下のリーグに所属するチームも参加できるため、事実上、「Jリーグ加盟を標榜するクラブに対する優遇措置」と同様に飛び級制度の役割も担うこととなった。
- 2008年・Jリーグ理事会にて、J2の所属クラブ数が22チームに到達したシーズンより、J2とJFLとの入れ替え制度を開始することが決定する。
- 2010年・JFLが一般社団法人化し(一般社団法人日本フットボールリーグ)、リーグ主催はJFAとの共催となる。
- 2011年・JFLが日本トップリーグ連携機構に加盟。並行して「Jリーグ加盟を標榜するクラブに対する優遇措置」が廃止となる。ただし、全国社会人サッカー選手権大会で上位進出することで地域決勝への道は残された。
- 2012年・J2が22チームとなり、JFLとの入れ替え制度を開始。プロリーグ発足以降初となる、アマチュアリーグ（プロ・アマ混合リーグ）との入れ替えとなる。
- 2014年・J3リーグ（J3）が発足し、Jリーグが3部制に移行。J3とJFLは公式には3部相当で同列扱いとされ、アマチュアとプロのヒエラルキー構造が分離される。
- 2016年・地域リーグ決勝大会が名称変更、「全国地域サッカーチャンピオンズリーグ」となる。
- 2018年・全国社会人サッカー選手権大会の上位進出チームが全国地域サッカーチャンピオンズリーグへ出場する際の要件に「地域リーグ（2部制の場合は1部）2位もしくは3位」が追加される。これにより、地域リーグ2部または都府県および北海道ブロック以下のリーグからの「飛び級昇格」が不可能となった。
  - この案件はその後2021年に同4位までに緩和、2022年以降は地域1部に所属であれば、順位に関係なく参加できるよう見直しが図られた。
- 2023年・同年からJ3とJFLの入れ替え制度を導入[2][5]。
- 2024年・Jリーグの3ディビジョンを全て20チームに揃える。

### 注記
1. ↑  年齢制限のない、広義の「社会人クラブ」のこと。日本サッカー協会チーム登録種別を参照。
2. ↑  この場合、大学サッカー連盟との二重登録は出来ないが、かつては二重登録を認めていた。流通経済大学FCの項目を参照。